# Irena Malkiewicz

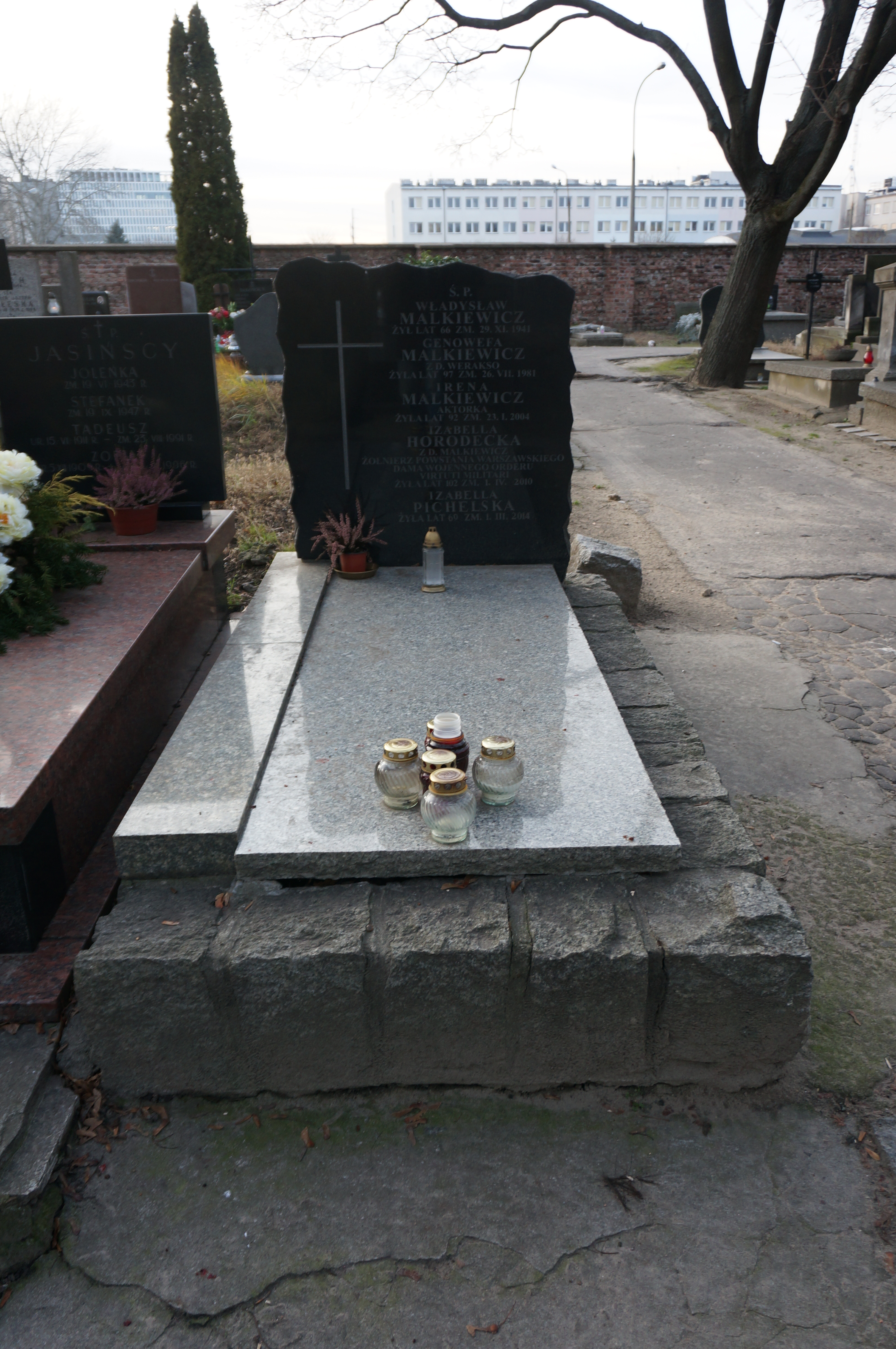
Grób Ireny Malkiewicz na cmentarzu Powązkowskim

Irena Malkiewicz, również Irena Malkiewicz-Domańska, ps. „Lira”, „Włada”  (ur. 2 września?/15 września 1911 w Moskwie, zm. 23 stycznia 2004 w Warszawie) – polska aktorka teatralna i filmowa, żołnierz Armii Krajowej, uczestniczka powstania warszawskiego.

## Życiorys
Urodziła się 15 września 1911 w Moskwie, w rodzinie Władysława Malkiewicza i Genowefy z domu Werakso. Była młodszą siostrą Izabeli (1908–2010).
W 1935 ukończyła studia w Państwowym Instytucie Sztuki Teatralnej. Debiutowała w 1936 w Teatrze Polskim w Warszawie w sztuce Żeromskiego Sułkowski. Przed II wojną światową występowała w teatrze u boku m.in. Juliusza Osterwy i Kazimierza Junoszy-Stępowskiego. Wystąpiła także w wielu filmach przedwojennych, m.in. Serce matki (reż. Michał Waszyński), Przez łzy do szczęścia (reż. Jan Fethke), U kresu drogi (reż. Michał Waszyński).
Od 1940 występowała w teatrzyku Na Antresoli w Warszawie. W marcu 1941 została aresztowana przez niemieckie władze okupacyjne w związku ze sprawą zabójstwa Igo Syma.
W czasie powstania warszawskiego walczyła w szeregach Obwodu Praga Armii Krajowej (pluton 1671) .
Krótko po wojnie pracowała w teatrach Lublina – Teatrze Miejskim i Domu Wojska Polskiego. W 1946 przeniosła się do Łodzi i występowała w Teatrze Syrena. Kontynuowała występy w tym teatrze po jego przeniesieniu się do Warszawy (1948); ponadto była związana ze scenami Teatru Nowego w Warszawie, Teatru Nowej Warszawy, Teatru im. Juliusza Osterwy w Gorzowie, Teatru Rozmaitości we Wrocławiu i Teatru Powszechnego w Łodzi. W 1955 jako wokalistka Orkiestry Ryszarda Damrosza nagrała piosenkę „Przysięgałam wiele razy”, która ukazała się na płycie Piosenki Paryża wydanej przez Polskie Nagrania „Muza” (L 0034).
W 1996 została laureatką Nagrody Miasta Stołecznego Warszawy.
Zmarła w Warszawie, pochowana na cmentarzu Powązkowskim (kwatera 346-1-1).

## Wybrana filmografia
- 1936: Trędowata (reż. Juliusz Gardan) jako Melania, córka hrabiego Barskiego
- 1938: Serce matki (reż. Michał Waszyński) jako Elżbieta Borzęcka
- 1939: U kresu drogi (reż. Michał Waszyński) jako Gabriela, żona Turwida
- 1939/1941: Przez łzy do szczęścia (reż. Jan Fethke) jako Lena Merwińska
- 1959: Zamach (reż. Jerzy Passendorfer) jako matka Krysi
- 1959: Lotna (reż. Andrzej Wajda) jako hrabina
- 1962: Jutro premiera (reż. Janusz Morgenstern) jako aktorka Janina Radwańska
- 1967: Sami swoi (reż. Sylwester Chęciński) jako Leonia Pawlak, matka Pawlaka (głos)
- 1976: Trędowata (reż. Jerzy Hoffman) jako księżna Podhorecka, babka Waldemara
- 1984: Dom świętego Kazimierza (reż. Ignacy Gogolewski) jako siostra przełożona Teofila Mikułowska